# Document no.4
A szócikk címe technikai okok miatt pontatlan. A helyes cím: document #4.
A Pg. 99 negyedik kislemeze, amit 1999-es turnéjuknon értékesítettek. Bár ez csupán 2 szám, a gyűjtök egyik kedvenc ritkasága. 8 db tesztpéldányt készítettek belőle, illetve 560 db-ot áfonya színű lemezzel, amiből 60 db-nak kézzel készített borítója van.

## Tracklista
1. more complicated than a sci-fi flick (1:55)
2. diagram for a suicide (2:26)